# 이용택 (배구 선수)
이용택(1986년 1월 28일 ~ 2011년 9월 7일)은 대한민국의 배구 선수였다.
홍익대학교를 졸업했으며, 2007년 삼성화재 블루팡스에 입단해 프로 무대에 데뷔하였다. 이후 부상을 입어 경기에 나오지 못하다가 2010년 상무 배구단에 입대해 활동하던 중 2011년 외박을 나간 후 전깃줄 전선에 목을 메어 스스로 목숨을 끊었다. 향년 26세. 발견당시 군복을 입고 있었으며 '이런 선택을 해서 미안하다'라는 유서를 남겼다.

## 학력
- 벌교제일고등학교
- 홍익대학교 학사